# Ghoufi

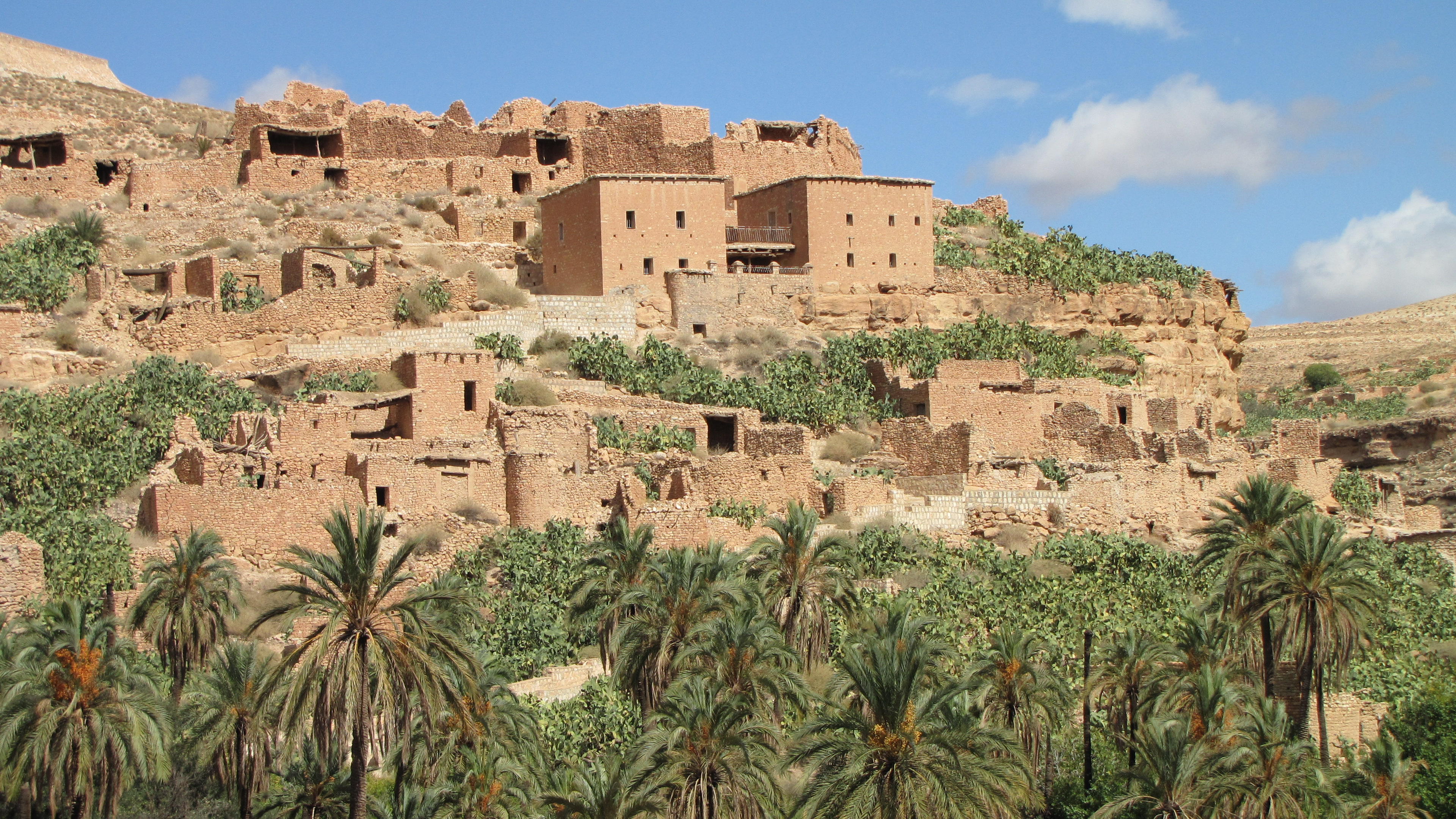
Pozostałości osady Ghoufi

Ghoufi (znane także jako Rhoufi) – stanowisko archeologiczne obejmujące historyczną osadę położoną w Algierii, w Prowincji Batina, w T’Kout. Wioska znajdowała się w masywie górskim Dżabal al-Auras. Była zamieszkiwana najprawdopodobniej przez Berberów. W 2002 roku wraz z górami Dżabal al-Auras oraz miejscowością El Kantara została wpisana na listę informacyjną UNESCO.

## Galeria

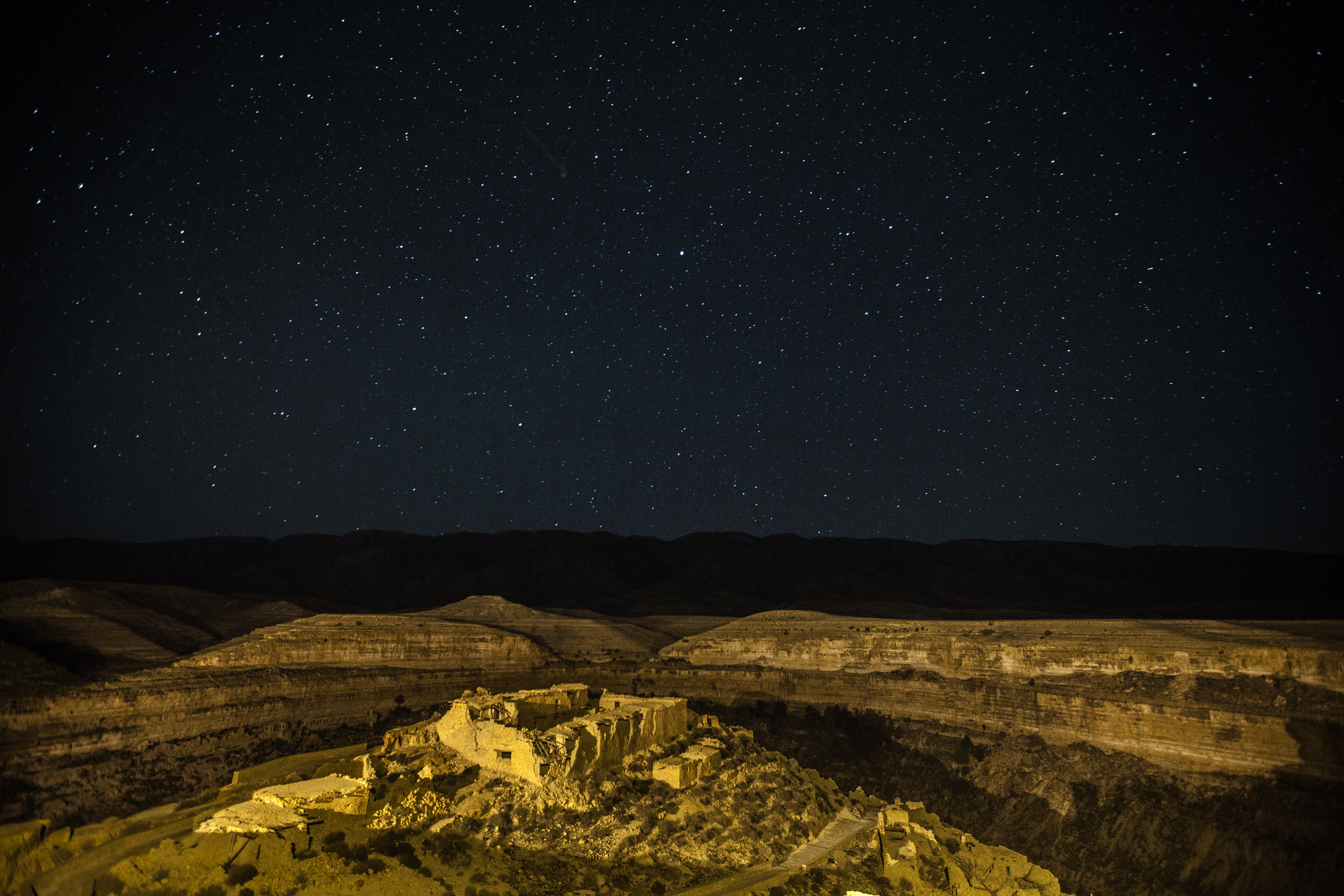
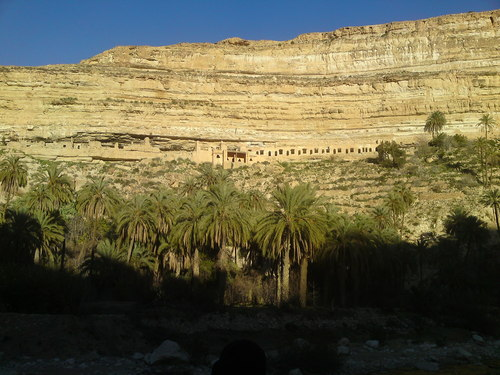
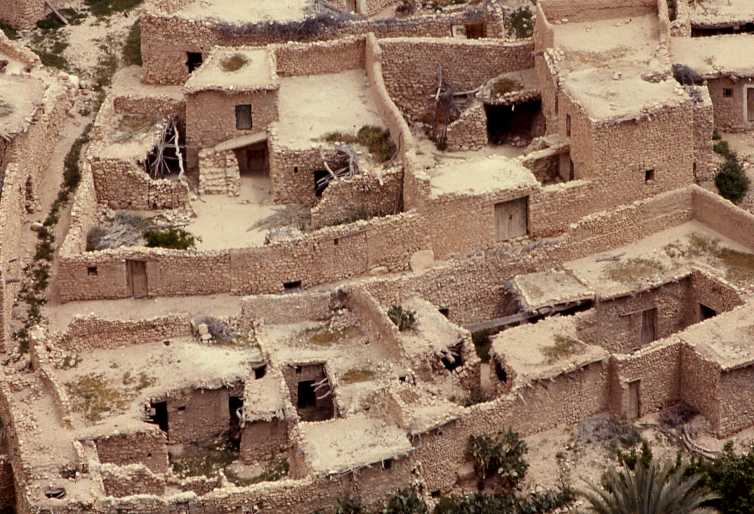
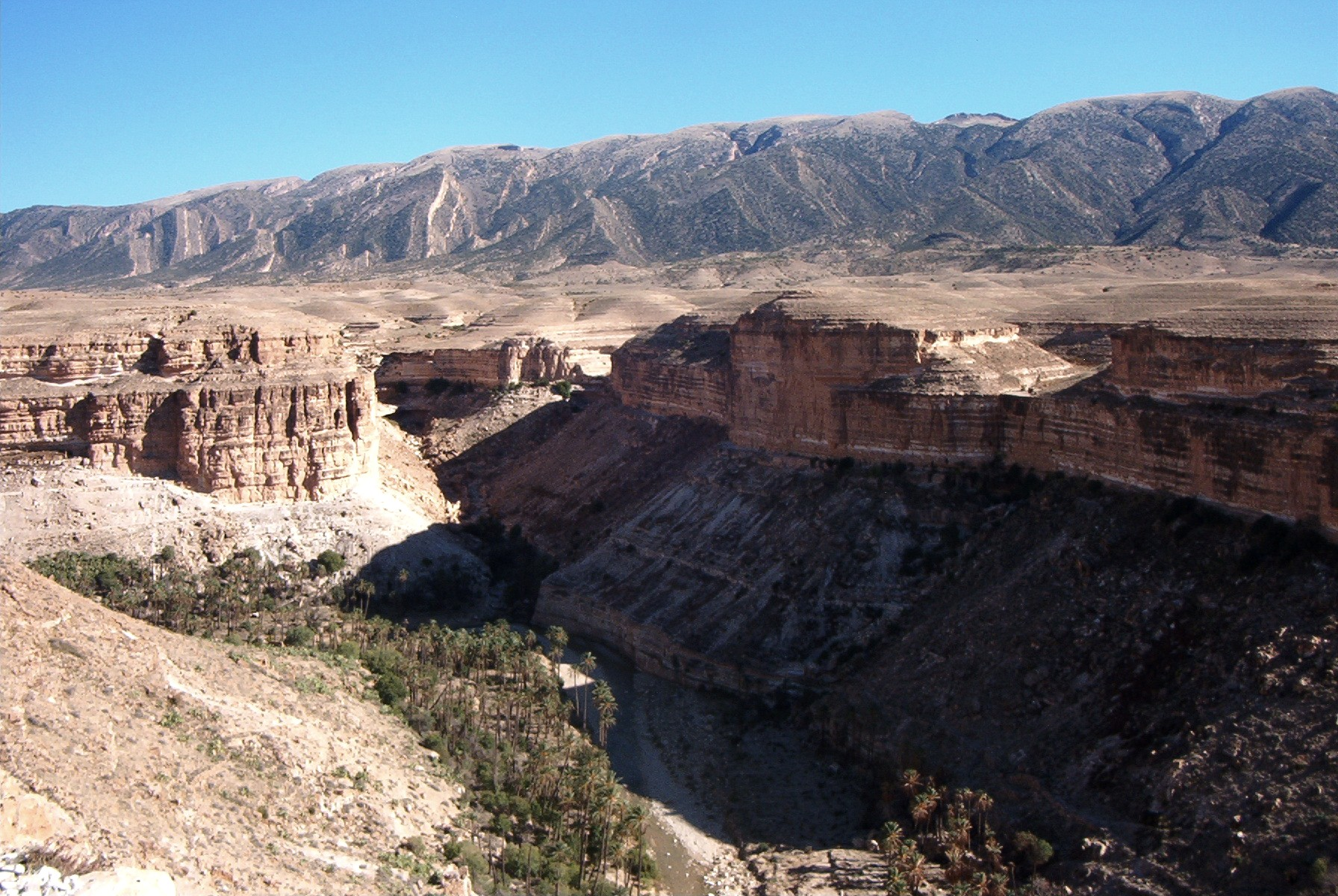
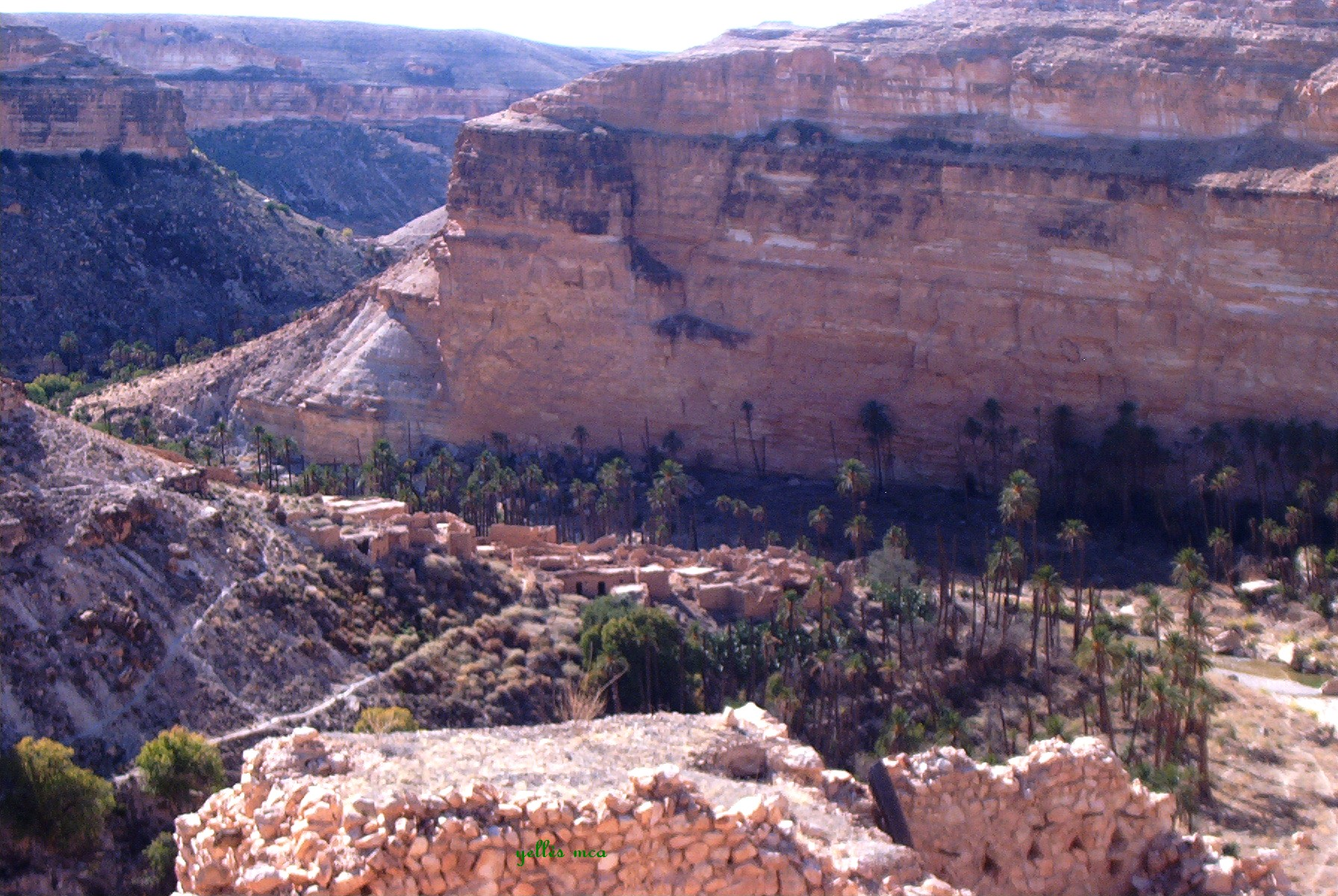
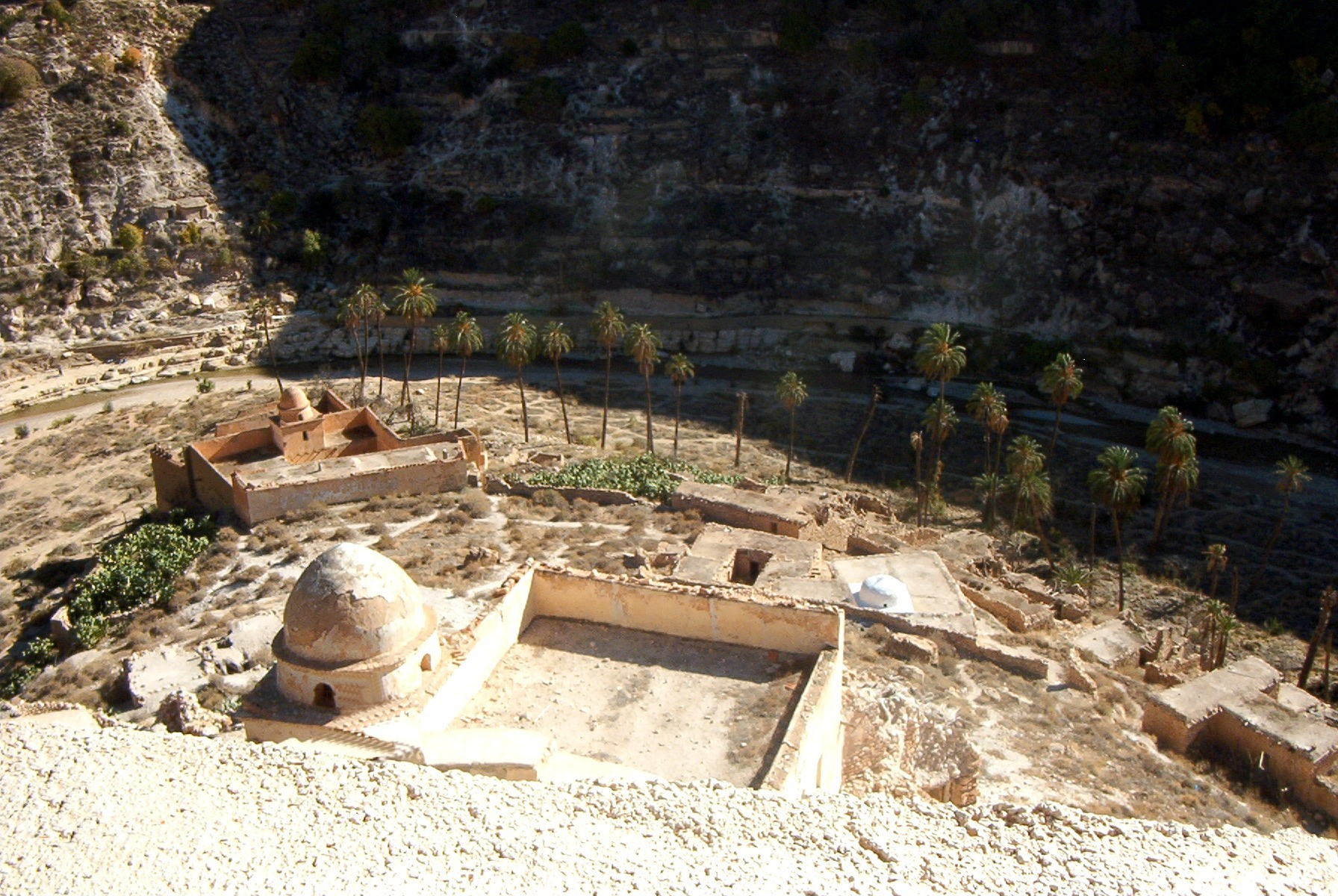
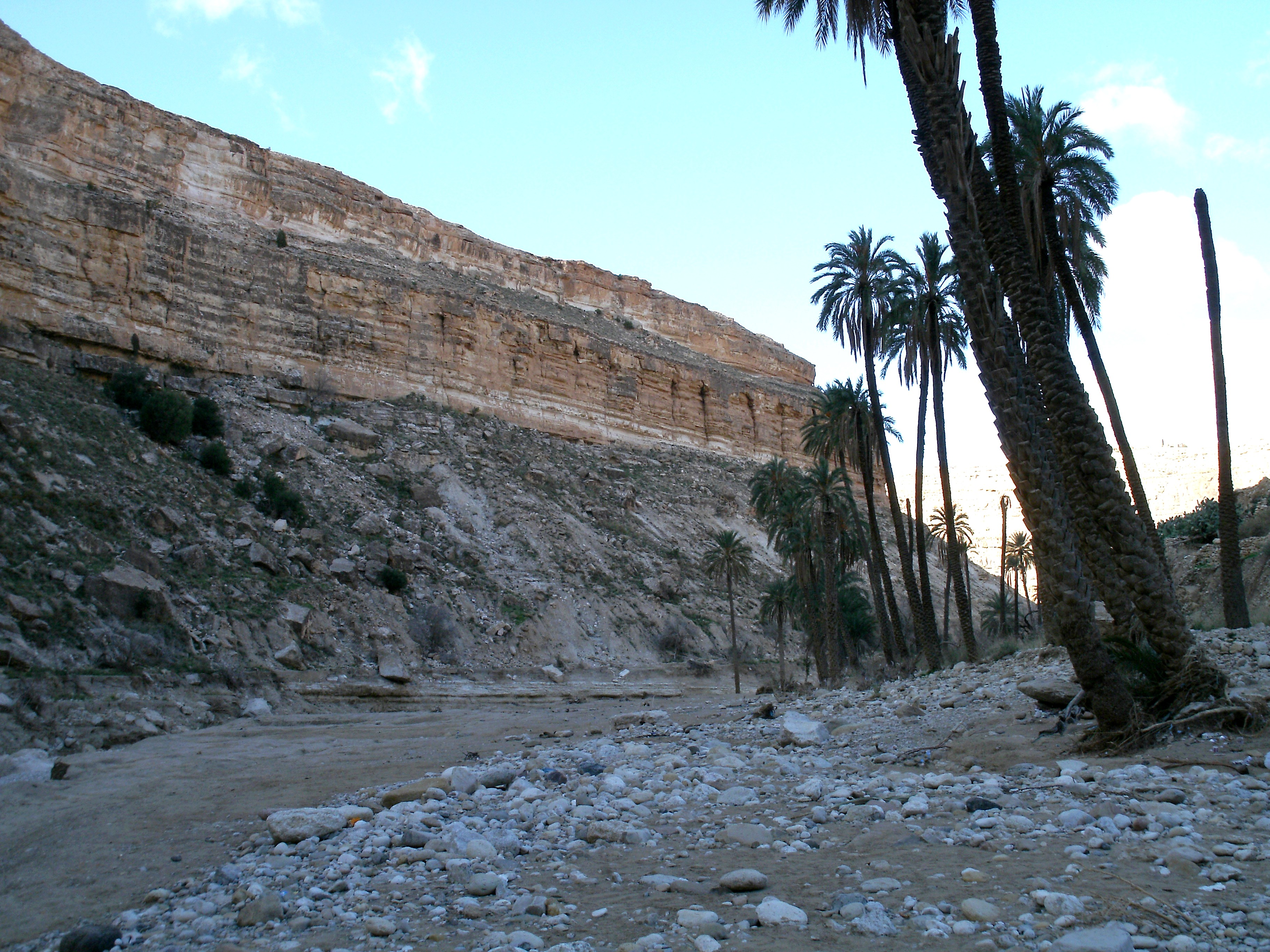
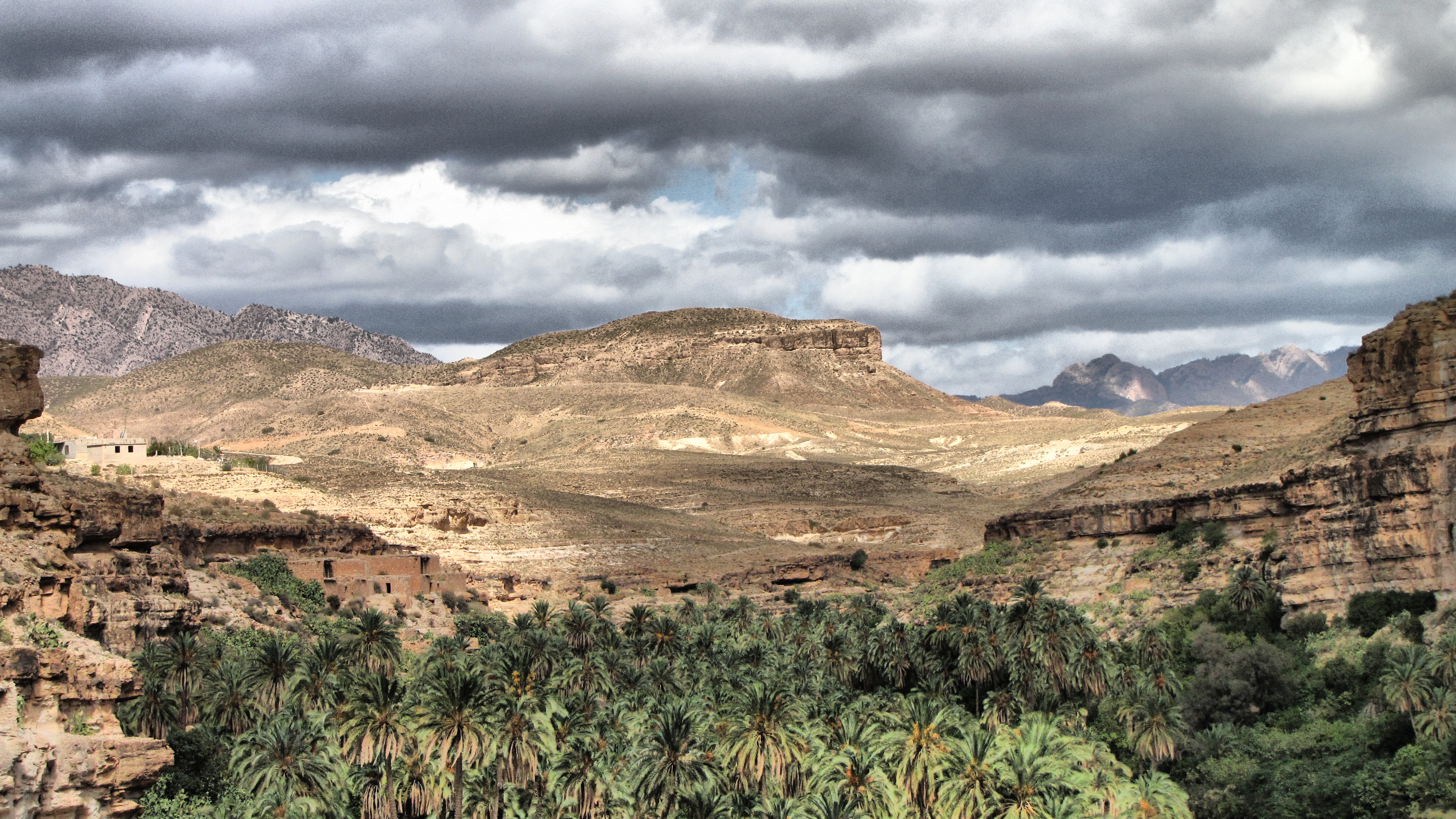